# Louis Riel (bande dessinée)
Pour les articles homonymes, voir Louis Riel (homonymie).
Louis Riel : l'insurgé (titre original en anglais : Louis Riel: A Comic-Strip Biography)  est une bande dessinée historique du canadien Chester Brown, parue dans sa version originale en 2003 aux éditions montréalaises Drawn and Quarterly. 

## Thème
Chester Brown retrace la vie du chef du peuple métis canadien Louis Riel, fondateur de la province du Manitoba, et plus précisément ses relations avec le gouvernement du Canada nouvellement établi. La période relatée par Chester Brown débute aux prémices de la rébellion de la rivière Rouge de 1869, et se termine par la pendaison de Louis Riel pour haute trahison en 1885.

## Distinctions
L'auteur, spécialisé en autobiographie, a été récompensé en 2004 de trois Harvey Award pour son œuvre, la plus grande distinction pour la bande dessinée aux États-Unis.